# Crossen an der Elster
Crossen an der Elster (do 1990 Krossen/Elster) – miejscowość i gmina w Niemczech, w kraju związkowym Turyngia, w powiecie Saale-Holzland, siedziba wspólnoty administracyjnej Heideland-Elstertal-Schkölen. Do 31 grudnia 2011 gmina należała do wspólnoty administracyjnej Heideland-Elstertal, która dzień później została rozwiązana.

## Zabytki
- Pałac, wzniesiony w stylu barokowym na początku XVIII wieku przez królewsko-polskiego i elektorsko-saskiego tajnego radcę Davida von Fletschera. W 1724 pałac został własnością polskiego generała i urzędnika Jakuba Henryka Flemminga. W posiadaniu rodu Flemmingów pałac pozostał do 1925 roku. W XIX wieku w pałacu mieszkał i zmarł miecznik wielki koronny Jan Henryk Józef Jerzy Flemming.
- Kościół luterański pw. św. Michała

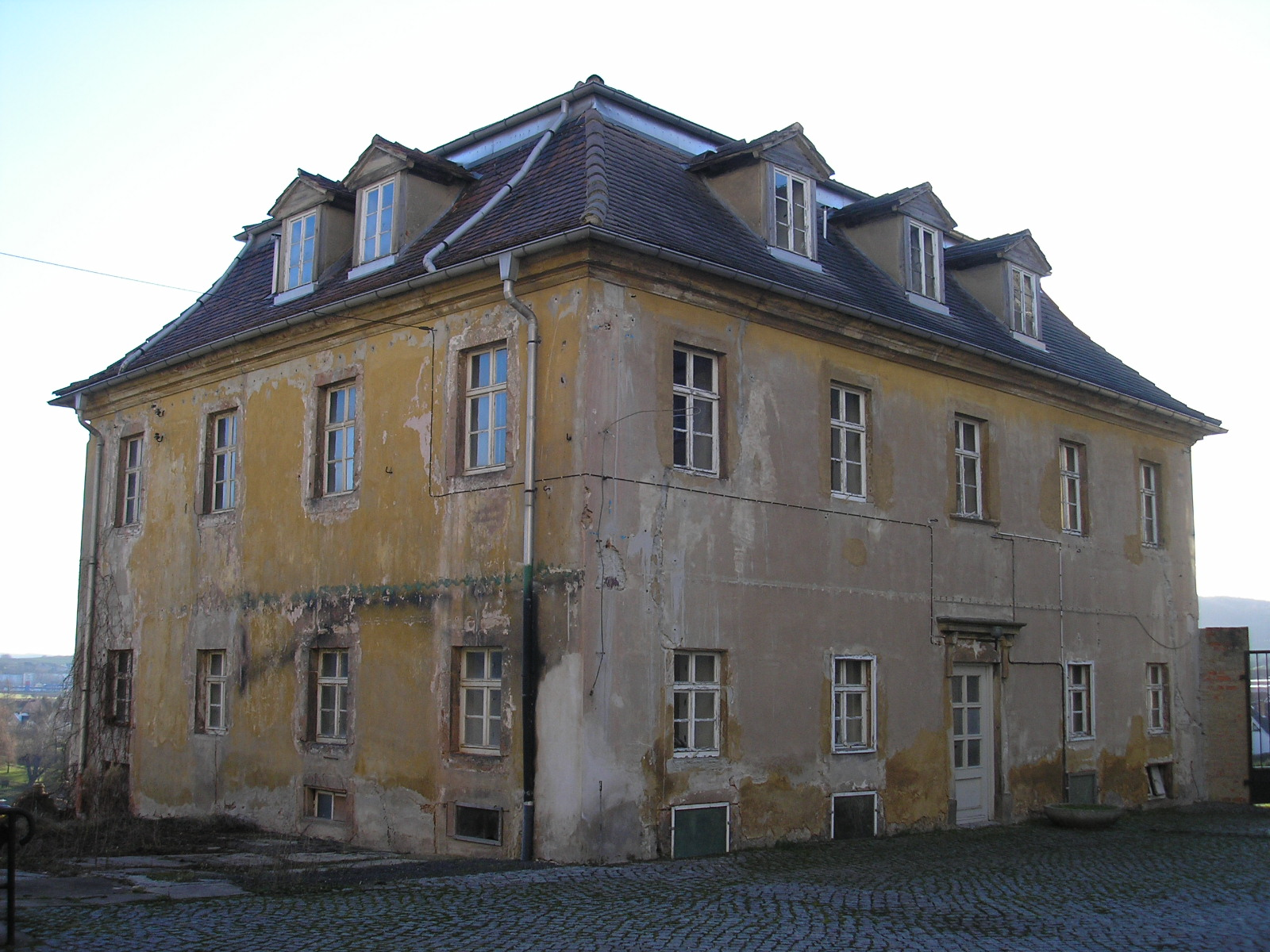
Pałac
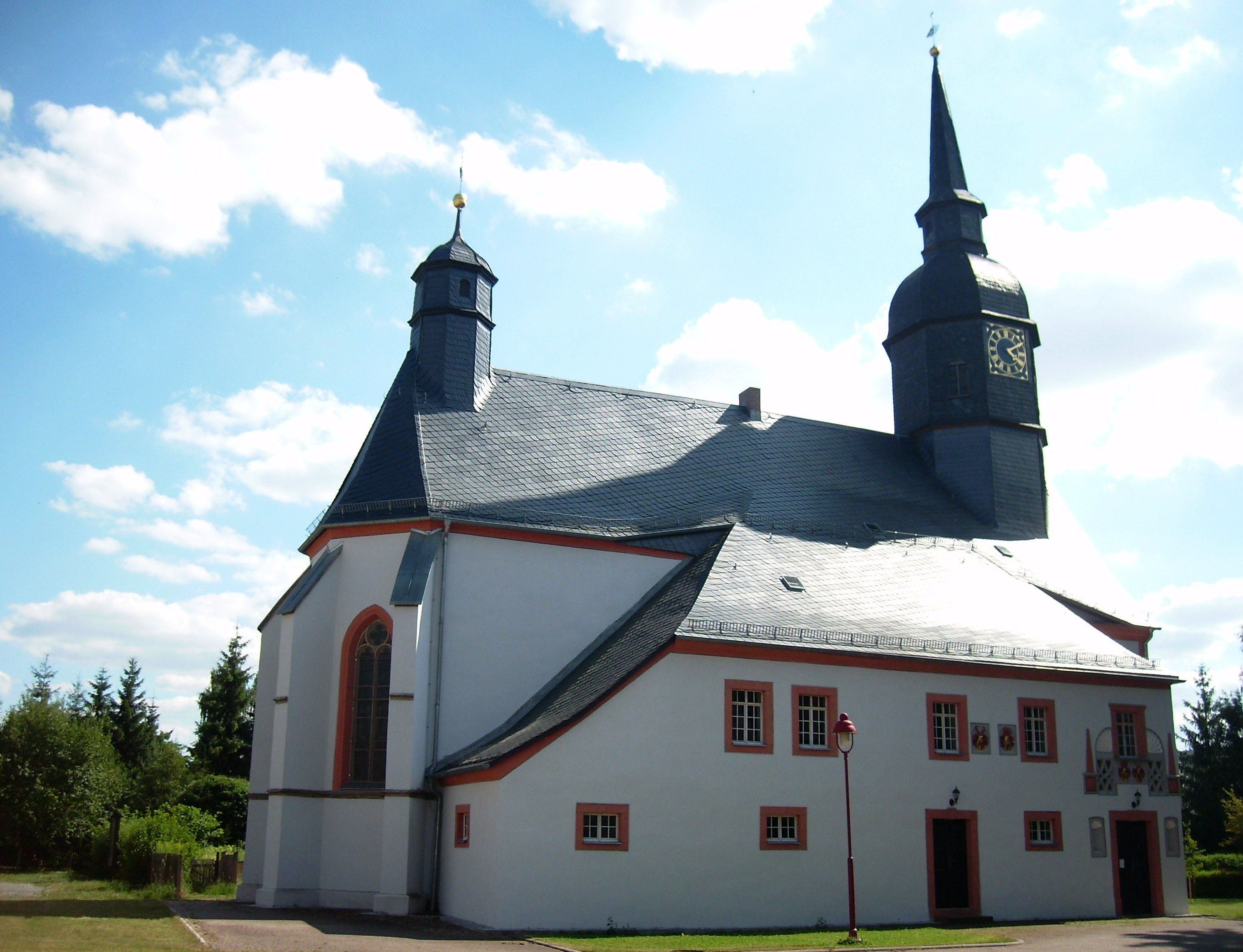
Kościół św. Michała